# Sobralia
Sobralia är ett släkte av orkidéer. Sobralia ingår i familjen orkidéer.

## Bildgalleri

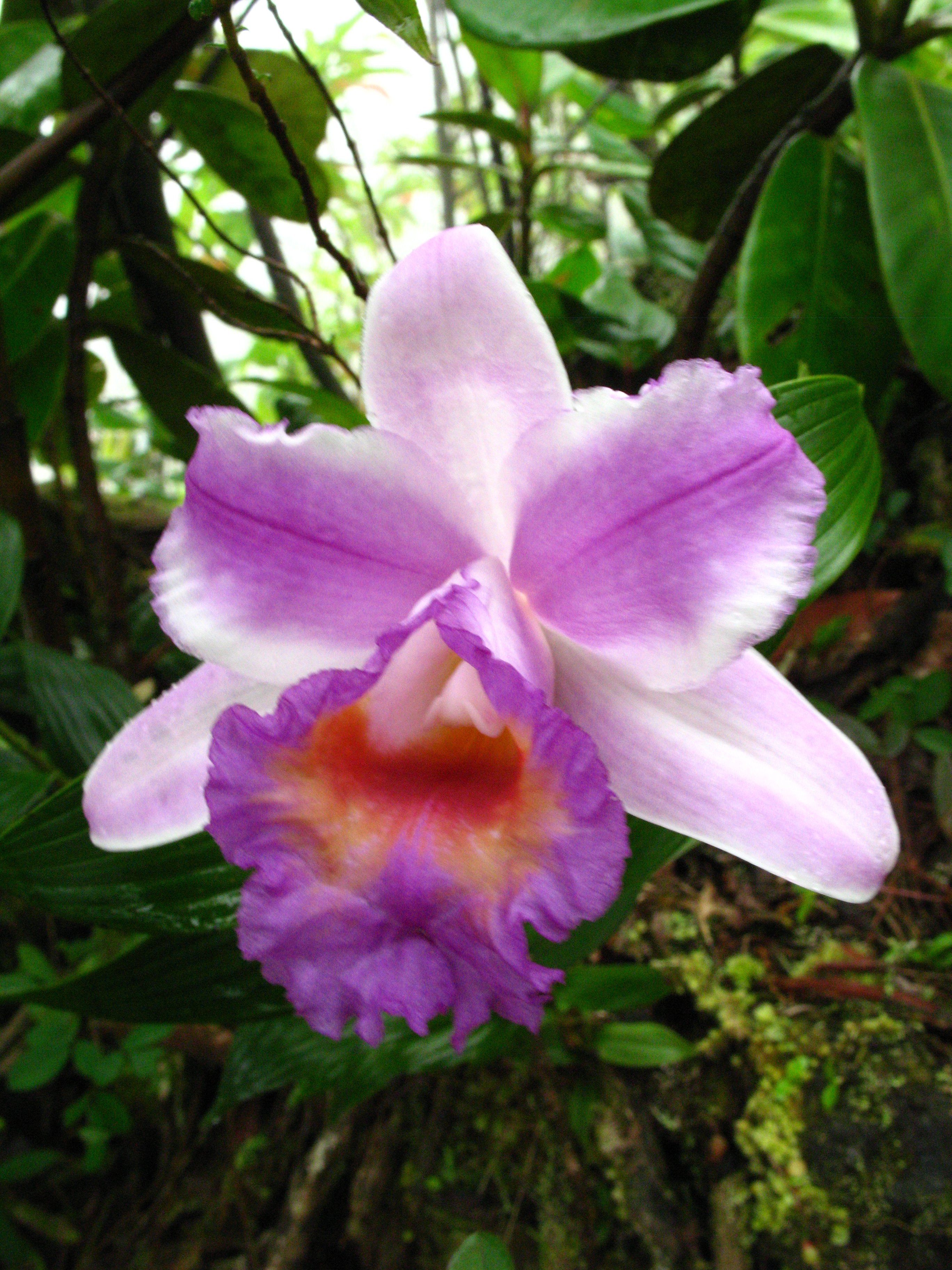
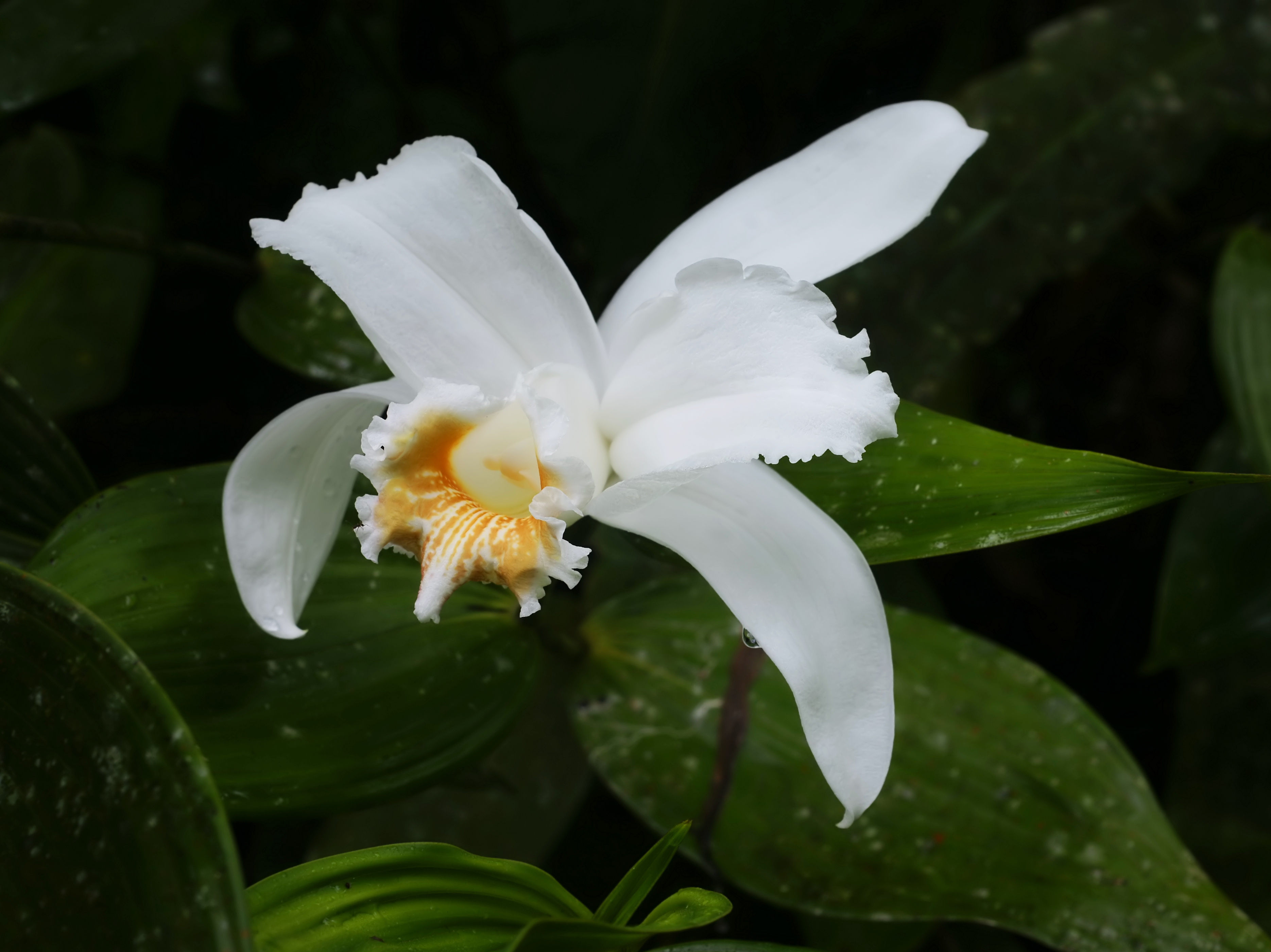
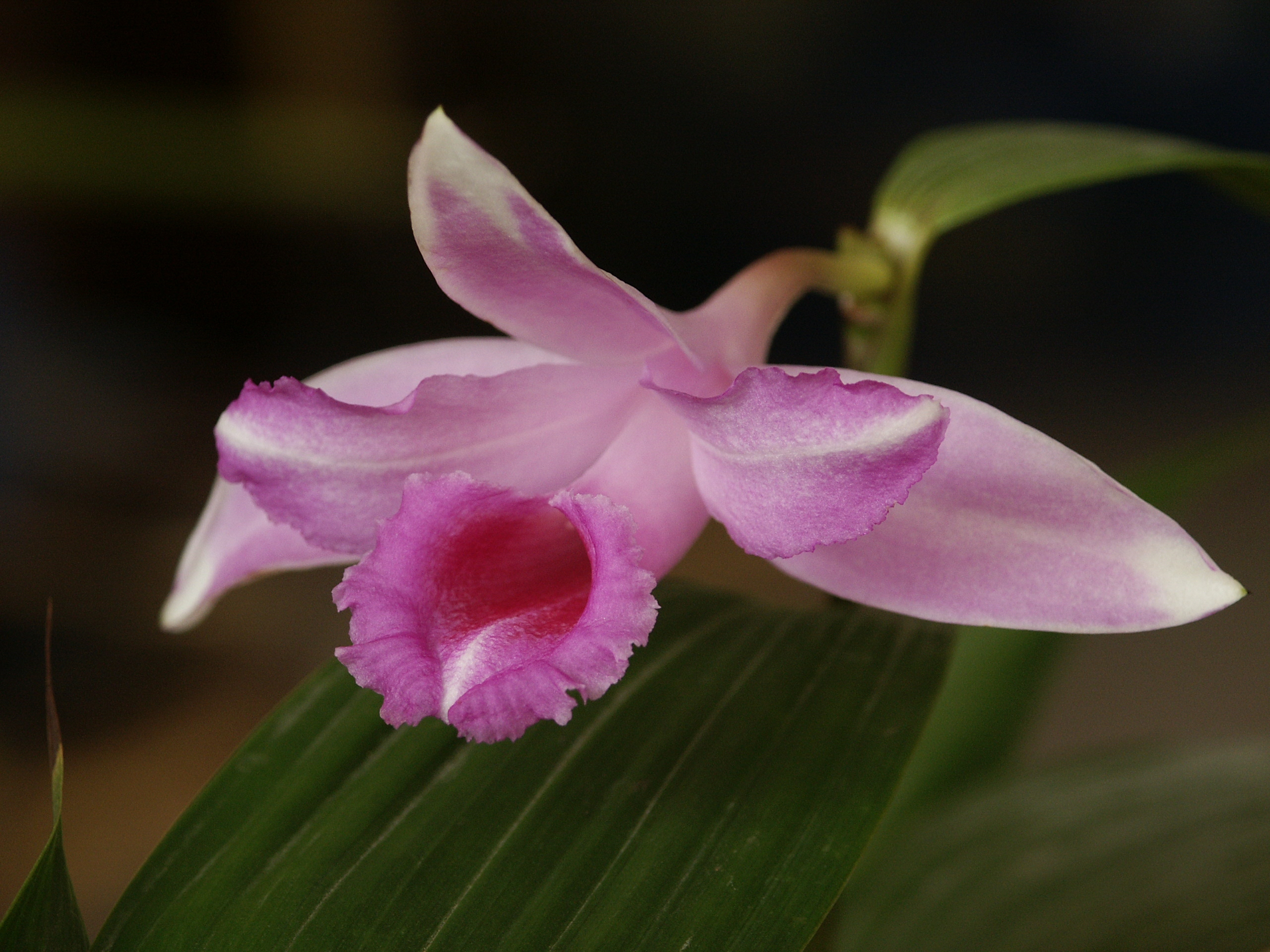
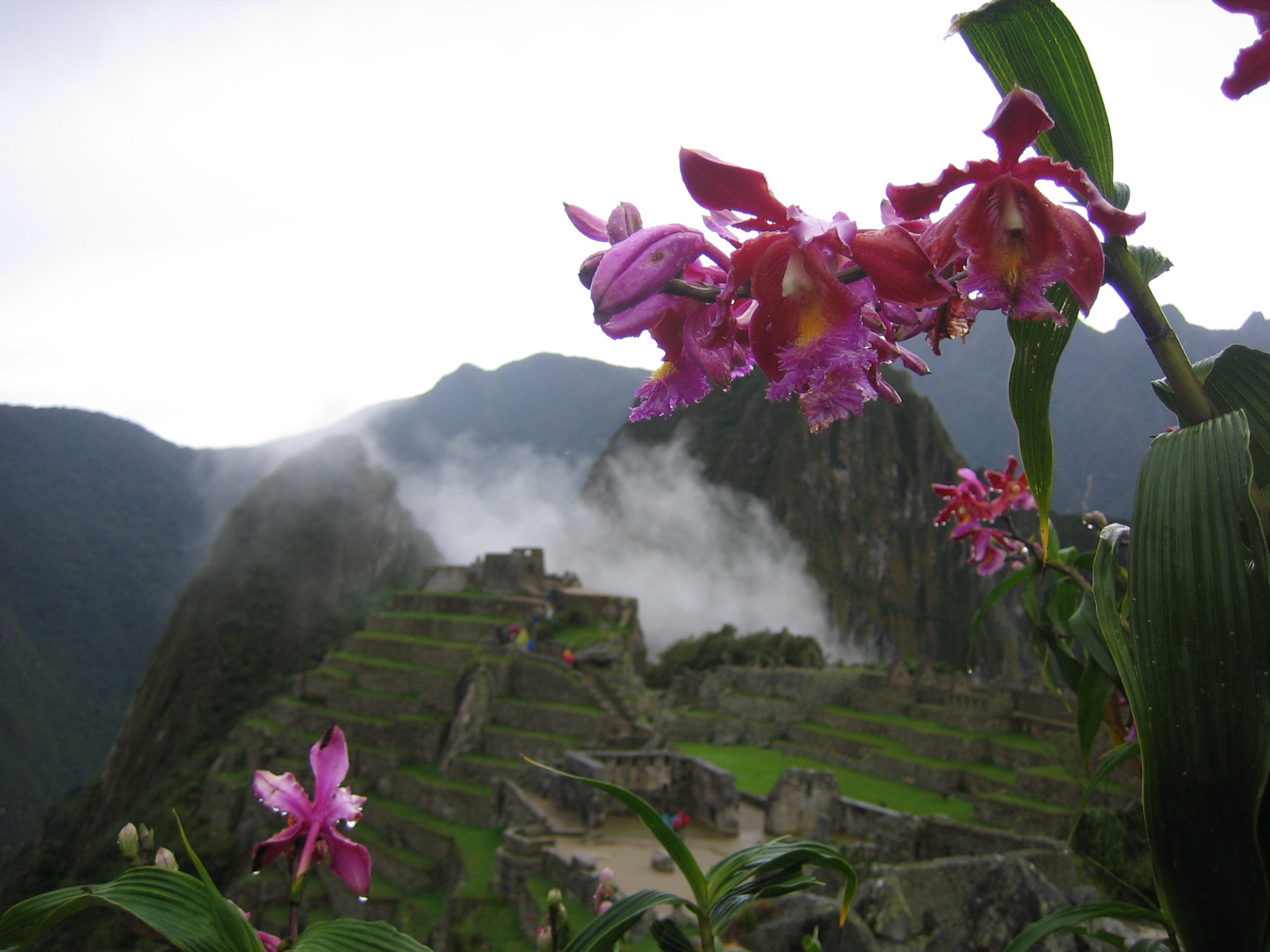
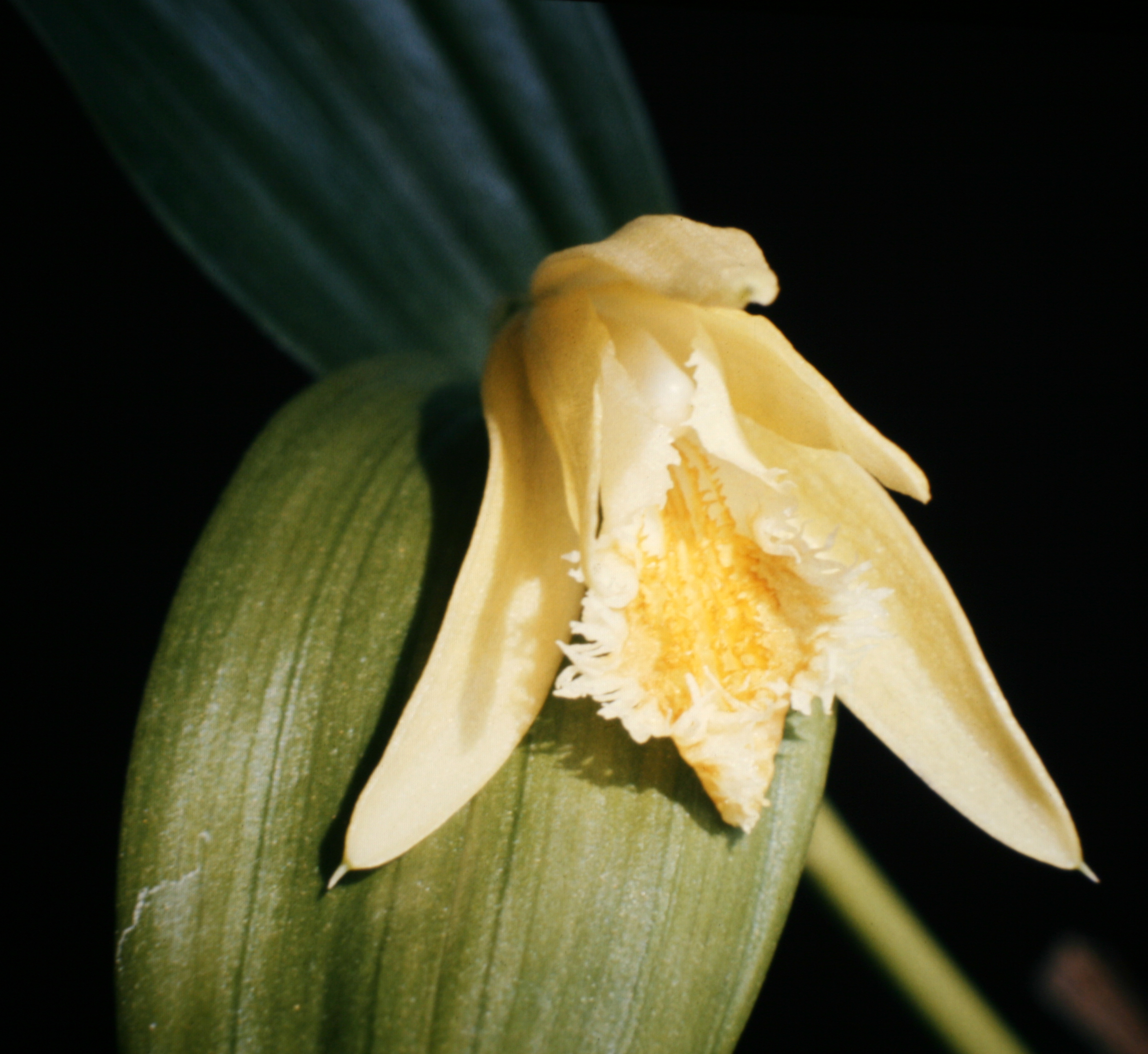
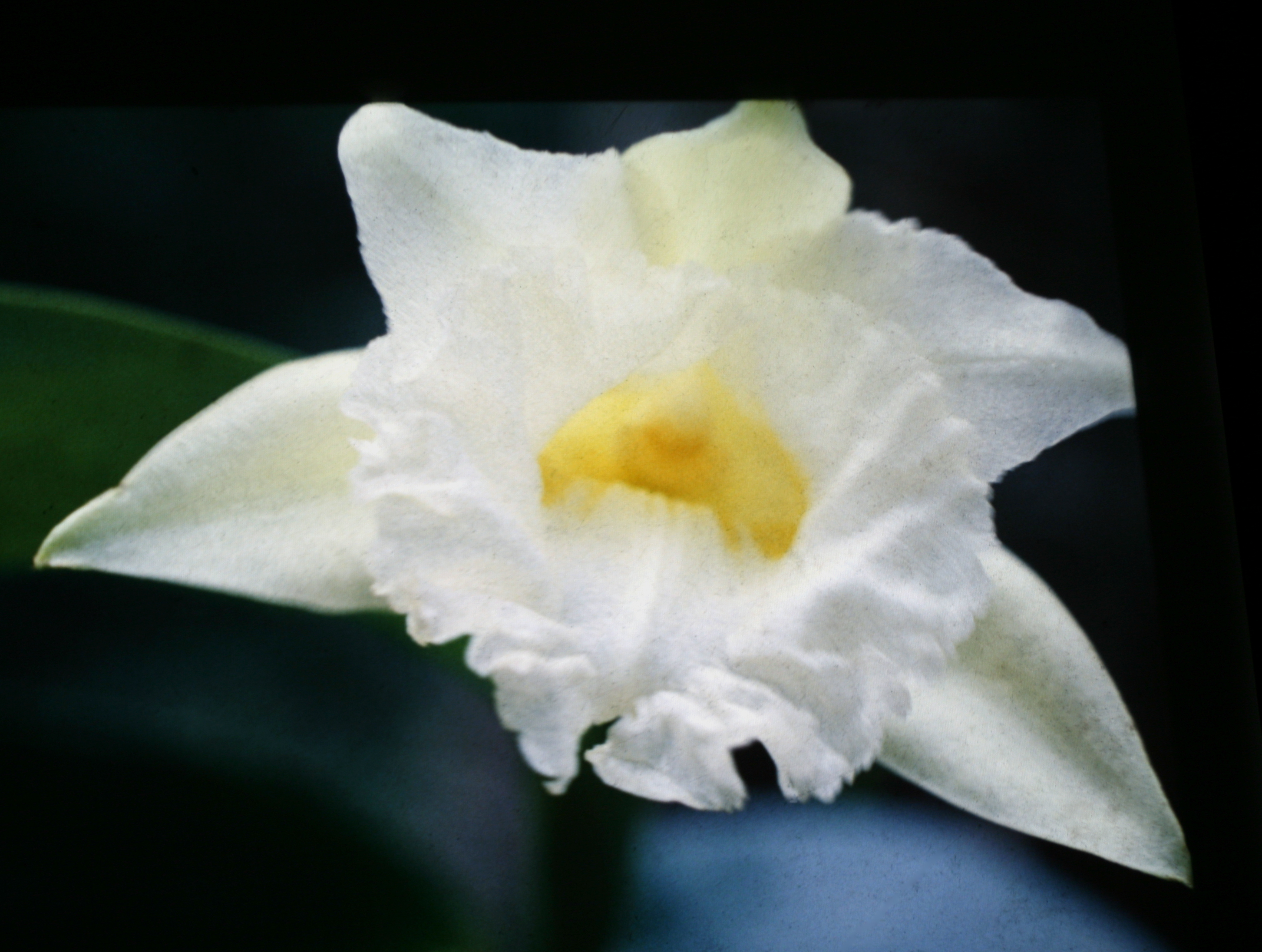

## Dottertaxa tillSobralia, i alfabetisk ordning[1]
- Sobralia aerata
- Sobralia allenii
- Sobralia altissima
- Sobralia amabilis
- Sobralia anceps
- Sobralia andreae
- Sobralia antioquiensis
- Sobralia aspera
- Sobralia atropubescens
- Sobralia augusta
- Sobralia aurantiaca
- Sobralia biflora
- Sobralia bimaculata
- Sobralia blancoi
- Sobralia bletiae
- Sobralia boliviensis
- Sobralia buchtienii
- Sobralia calliantha
- Sobralia callosa
- Sobralia caloglossa
- Sobralia candida
- Sobralia carazoi
- Sobralia cardosoi
- Sobralia cataractarum
- Sobralia cattleya
- Sobralia chatoensis
- Sobralia chrysantha
- Sobralia chrysoleuca
- Sobralia chrysostoma
- Sobralia ciliata
- Sobralia citrea
- Sobralia crispissima
- Sobralia crocea
- Sobralia decora
- Sobralia densifoliata
- Sobralia dichotoma
- Sobralia dissimilis
- Sobralia dorbignyana
- Sobralia doremiliae
- Sobralia ecuadorana
- Sobralia exigua
- Sobralia exilis
- Sobralia fimbriata
- Sobralia fragilis
- Sobralia fragrans
- Sobralia fruticetorum
- Sobralia fuzukiae
- Sobralia galeottiana
- Sobralia geminata
- Sobralia gentryi
- Sobralia gloriana
- Sobralia gloriosa
- Sobralia granitica
- Sobralia hagsateri
- Sobralia hawkesii
- Sobralia helleri
- Sobralia herzogii
- Sobralia hirta
- Sobralia hirtzii
- Sobralia hoppii
- Sobralia imavieirae
- Sobralia infundibuligera
- Sobralia intermedia
- Sobralia kermesina
- Sobralia kerryae
- Sobralia klotzscheana
- Sobralia kruskayae
- Sobralia labiata
- Sobralia lancea
- Sobralia leucoxantha
- Sobralia liliastrum
- Sobralia lindleyana
- Sobralia lowii
- Sobralia luerorum
- Sobralia luteola
- Sobralia macdougallii
- Sobralia macrantha
- Sobralia macrophylla
- Sobralia madisonii
- Sobralia maduroi
- Sobralia malmiana
- Sobralia malmquistiana
- Sobralia mandonii
- Sobralia margaritae
- Sobralia mariannae
- Sobralia mireyae
- Sobralia mucronata
- Sobralia mutisii
- Sobralia neudeckeri
- Sobralia nutans
- Sobralia odorata
- Sobralia oliva-estevae
- Sobralia oroana
- Sobralia paludosa
- Sobralia paradisiaca
- Sobralia pardalina
- Sobralia parviflora
- Sobralia persimilis
- Sobralia pfavii
- Sobralia piedadiae
- Sobralia portillae
- Sobralia powellii
- Sobralia pulcherrima
- Sobralia pumila
- Sobralia purpurea
- Sobralia quinata
- Sobralia rarae-avis
- Sobralia recta
- Sobralia rigidissima
- Sobralia roezlii
- Sobralia rogersiana
- Sobralia rolfeana
- Sobralia rondonii
- Sobralia rosea
- Sobralia roseoalba
- Sobralia ruckeri
- Sobralia ruparupaensis
- Sobralia rupicola
- Sobralia sancti-josephi
- Sobralia sanfelicis
- Sobralia schultzei
- Sobralia scopulorum
- Sobralia semperflorens
- Sobralia setigera
- Sobralia sobralioides
- Sobralia sororcula
- Sobralia sotoana
- Sobralia speciosa
- Sobralia splendida
- Sobralia stenophylla
- Sobralia stevensonii
- Sobralia tamboana
- Sobralia theobromina
- Sobralia tricolor
- Sobralia turkeliae
- Sobralia undatocarinata
- Sobralia uribei
- Sobralia valida
- Sobralia warszewiczii
- Sobralia weberbaueriana
- Sobralia wilsoniana
- Sobralia violacea
- Sobralia virginalis
- Sobralia withneri
- Sobralia xantholeuca
- Sobralia yauaperyensis